# Pauline Oostenrijk
Pauline Oostenrijk (24 december 1967) is een Nederlands hoboïste.

## Opleiding
Oostenrijk studeerde hobo bij Koen van Slogteren en Jan Spronk en piano bij Willem Brons aan het Sweelinck Conservatorium in Amsterdam. Ze volgde masterclasses bij Han de Vries, Thomas Indermühle, Alex Klein en Omar Zoboli. 

## Activiteiten
Oostenrijk was van 1993 tot 2018 solohoboïste van het Residentie Orkest in Den Haag. Daarnaast is zij tot 2007 werkzaam geweest als hoofdvakdocente hobo aan het Conservatorium van Amsterdam en het Koninklijk Conservatorium in Den Haag. 
Ze speelde solo bij onder meer het Residentie Orkest, de Nederlandse radio-orkesten, Amsterdam Sinfonietta, het WDR Sinfonieorchester, het Salzburger Kammerorchester en het Orchestre d'Auvergne. In 1992 maakte ze haar debuut in Carnegie Hall in New York. 
Ze is ook actief in de kamermuziek. Ze geeft concerten met de pianist Ivo Janssen, met het Utrecht String Quartet en met haar zus, de sopraan Nienke Oostenrijk. Samen met klarinettist Lars Wouters van den Oudenweijer vormt ze sinds 2004 het Blazers Kamer Collectief. Louis Andriessen componeerde voor haar To Pauline O voor hobosolo. Ze maakte een aantal cd's met soloconcerten en kamermuziek.
Haar boek De geest van Stotijn en andere muziekverhalen verscheen in 2006. Het is geen autobiografie, maar vertelt wel over haar belevenissen.
Naast haar professionele muziekactiviteiten voltooide Pauline Oostenrijk de studie Nederlandse taal- en letterkunde aan de Universiteit Utrecht.

## Prijzen en onderscheidingen
Oostenrijk ontving in 1999 als eerste hoboïst de Nederlandse Muziekprijs, de hoogste staatsonderscheiding op het gebied van de klassieke muziek. Daarvoor werd ze onderscheiden met de eerste prijs in de nationale finale van het Eurovisie-concours "Young Musician of the Year" in 1986, de eerste prijs in het Tromp hoboconcours in 1988, de Vriendenkrans van het Concertgebouw in 1989, de eerste prijs in het Gillet hoboconcours in Baltimore in 1991, de Philip Morris Kunstprijs in 1993 en de tweede prijs in het Internationale Kamermuziekconcours van Rome (samen met harpiste Manja Smits) in 1998.